# Humphrey Stafford (1er comte de Devon)
Pour les articles homonymes, voir Humphrey Stafford et Stafford.
Humphrey Stafford (vers 1439 – 17 août 1469), 1er comte de Devon, est un important baron anglais du XVe siècle.

## Biographie
Humphrey Stafford est le seul fils de Guillaume Stafford († 1450) et de Catherine Chidiock. Sa famille est issue d'une branche cadette de la famille des comtes de Stafford. Par héritage, il devient l'un des propriétaires terriens les mieux dotés du sud-ouest de l'Angleterre. Durant la guerre des Deux-Roses, il se range du côté de la maison d'York, et combat notamment sous les ordres d'Édouard d'York à la bataille de Mortimer's Cross en 1461.
Édouard d'York, duc d'York, devenu roi sous le nom d'Édouard IV, récompense Stafford en lui confiant diveres fonctions dans le West Country. Son ascension culmine le 17 mai 1469, lorsque le roi le fait comte de Devon. Son apogée est de courte durée. Les Yorkistes sont sévèrement battus à la bataille d'Edgecote Moor (26 juillet), trois mois plus tard. Stafford est capturé par des civils alors qu'il s'enfuit. Emprisonné, il est autorisé à ajouter un codicille à son testament. Il est finalement exécuté à Bridgwater, le 17 août 1469.
Il meurt sans descendance issue de son mariage avec Isabelle Barre, et ses titres s'éteignent avec lui.